# Shinjuku Golden Gai
Shinjuku Golden Gai (japanska: 新宿ゴールデン街, 'Gyllene gatan'?) är en småhusområde i Shinjuku i centrala Tokyo. Det är berömt både för sina äldre byggnader och för sitt nattliv. Området breder ut sig över sex smågator, med 2-3 våningar höga byggnader – omgivna av tiovåningshus. Smågatorna sammankopplas av än smalare, cirka en meter smala gränder. I området finns över 200 små barer av enklare snitt, matställen och nöjesklubbar.

## Läge och beskrivning
Golden Gai ligger några minuters promenadväg från den östra änden av Shinjukustationen, mellan "Shinjuku City Office" och Hanazonotemplet. Byggnadsmässigt är den en av få kvarvarande rester från ett Tokyo före efterkrigstidens byggboom. De små och låga husen och de trånga gränderna var förr mer regel än undantag i Tokyo. Golden gai omges på alla sidor av stora höghus och breda, väl trafikerade gator.

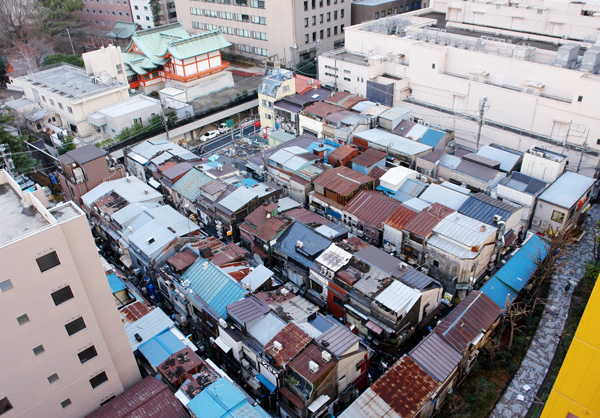
Golden Gai sett från ett av de omgivande höghusen.

I Golden Gai är husen bara några meter breda och byggda nästan vägg i vägg. De flesta är tvåvåningshus, med en liten bar eller liknande i gatuplanet och antingen en annan bar eller en mindre lägenhet en trappa upp. Till andra våningen tar man sig i regel via en brant trappa. Vissa av barerna är så små att endast ett halvdussin kunder får plats i taget. Husen är för det mesta enkelt byggda, och de trånga gränderna är dåligt upplysta, något som ger området en lite nedgången karaktär. Golden Gai lockar dock en välbärgad kundkrets, och prislistorna på barerna är därefter.
I en ända av området ligger Shinjuku Golden Street Theatre. Där sätter man i huvudsak upp komedier.

## Barer
Barägarna i Golden Gai har i många fall konstnärliga kopplingar. Kvarteret är välkänt som mötesplats för musiker, konstnärer, filmmänniskor, författare, akademiker och skådespelare. Många av barerna tar bara emot stamgäster (från början endast på personliga inbjudan), medan andra har mer liberala besökarkrav. Vissa försöker till och med locka utländska turister genom att ha skyltning och prislistor på engelska.
Många av Golden Gais barer har ett specifikt tema, som jazz, rhythm & blues, karaoke, punk eller flamenco, och barväggarna kan vara översållade av film- eller konsertaffischer. Andra vänder sig till kunder med speciella intressen, som go, exploitation eller hästkapplöpning De flesta av barerna öppnar inte förrän klockan 21 eller 22, så området är väldigt lugnt under dagen och tidig kväll.

## Historik
Golden Gai var fram till 1950-talet (ö)känt för sin prostitution och svarta marknad. Den verksamheten avslutades dock 1958, året då prostitution förklarades olagligt i Japan. Sedan dess har området istället utvecklats till ett av Tokyos mest alkoholmättade nöjesdistrikt. Flera av barerna räknar sin historia tillbaka till 1960-talet. På 1980-talet sattes många byggnader Tokyo i brand på uppdrag av yakuzan, så att marken kunde köpas upp i spekulationssyfte. Golden Gai klarade sig dock, till stor del eftersom man nattetid gick skift för att bevaka området.
Under 1970- och 1980-talets japanska högkonjunktur var området vid flera tillfällen aktuellt för exploatering och nybyggen. Lågkonjunkturen på 1990-talet innebar dock ett lägre tryck på marken. Vissa fruktar dock att IOK:s val av Tokyo som OS-stad 2020 kan innebära ett definitivt slut för Golden Gai.

## I populärkulturen
- I Segas äventyrsspel Yakuza är området Kumurochi Champion Gai modellerat efter Shinjuku Golden Gai.
- Barerna i Golden Gai besöks i den franska tecknade serien Den mörka sidan.